# Dimuca
 Dimuca é uma vila e comuna angolana que se localiza na província de Uíge, pertencente ao município de Negage.